# Nellie Bly
Elizabeth Cochrane Seaman (tên khai sinh là Elizabeth Jane Cochran; sinh ngày 5 tháng 5 năm 1864 - mất ngày 27 tháng 1 năm 1922), được biết đến nhiều hơn với bút danh Nellie Bly, là một nhà báo, nhà sáng chế và nhân viên từ thiện người Mỹ, người được biết đến rộng rãi nhờ thực hiện chuyến đi vòng quanh thế giới trong 72 ngày, bắt chước nhân vật hư cấu Phileas Fogg trong tác phẩm Vòng quanh thế giới trong 80 ngày của nhà văn Jules Verne và vạch trần mà bà đã làm việc bí mật để đưa tin về trại tâm thần từ bên trong. Bà là người tiên phong trong lĩnh vực của mình và đưa ra một loại hình báo chí mới báo chí điều tra.

## Thời trẻ
Elizabeth Jane Cochran sinh ngày 5 tháng 5 năm 1864, ở "Cochran's Mills", nay thuộc ngoại ô Pittsburgh của xã Burrell, Quận Armstrong, Pennsylvania. Cha của bà, Michael Cochran, sinh khoảng năm 1810, khởi đầu là một người lao động và công nhân nhà máy trước khi mua lại nhà máy địa phương và phần lớn đất xung quanh trang trại của gia đình ông. Sau đó, ông trở thành một doanh nhân, người quản lý bưu điện và công lý tại Cochran's Mills (được đặt theo tên ông) ở Pennsylvania. Michael kết hôn hai lần. Ông có 10 người con với người vợ đầu tiên tên là Catherine Murphy, và 5 người con nữa, bao gồm cả Elizabeth, với người vợ thứ hai tên là Mary Jane Kennedy. Cha của Michael Cochran di cư từ hạt Londonderry, Ireland trong thập niên 1790. Ông mất năm 1870 hoặc năm 1871.